# دلبندم ای مصر
«دلبندم ای مصر»  (به عربی: يا حبيبتى يا مصر) نام یکی از مشهورترین سرودهای میهنی و ملی‌گرایانهٔ مصری، ساخته بلیغ حمدی و به خوانندگی شادیه است. 
شادیه با خواندن این ترانه شهرتی جاودانه یافت.

## شعر
یابلادی

یا احلی البلاد یا بلادی

فداکی انا والولاد یا بلادی

بلادی یا حبیبتی یا مصر یا مصر

یـــــــــا مصر

ما شفش الامل فی عیون الولاد

وصبایا البلد

ولا شاف العمل سهران فی البلاد

والعزم اتولد

ولا شاف النیل فی احضان الشجر

ولا سمع مواویل

فی لیالی القمر

اصله معداش علی مصر

یا حبیبتی یا مصر یا مصر

یا بلادی یا احلی البلاد یا بلادی

فداکی انا والولاد یا بلادی
بلادی

مشفش الرجال السمر الشداد

فوق کل المحن

ولا شاف العناد فی عیون الولاد

وتحدی الزمن

ولا شاف اصرار فی عیون البشر

بیقول احرار ولازم ننتصر

اصله معداش علی مصر

یا حبیبتی یا مصر یا مصر

یا حبیبتی یامصر

یا بلادی یاحلی البلاد یابلادی

فداکی انا والولاد یا بلادی

یا حبیبتی یا مصر یامصر